# Adamuz
Adamuz is een gemeente in de Spaanse provincie Córdoba in de regio Andalusië met een oppervlakte van 335 km². Adamuz telt 4.270 inwoners (1 januari 2016).

## Demografische ontwikkeling
Bron: INE, 1857-2011: volkstellingen

## Geboren
- Andrés Cuenca (11 juni 2007), voetballer